# Кузьмич, Алексей Васильевич
Алексе́й Васи́льевич Кузьми́ч (бел. Аляксей Васільевіч Кузьміч; 1 июня 1945, Мохро, Пинская область — 31 октября 2013, Минск) — белорусский советский художник.

## Биография
Родился 1 июня 1945 года в деревне Мохро белорусского Полесья. Отец вскоре после возвращения с фронта умер. Мать — Александра Максимовна, воспитывала семерых детей одна. Алексей рано начал рисовать. На формирование личности художника оказали влияние близкие — родные сёстры, двоюродный брат Степан, самобытный художник, а также преподаватель рисования в местной школе Анатолий Павлович Рубанович.
По окончании 9 классов в 1962 году Алексей Кузьмич уехал в Красноярск, где поступил учиться в художественное училище имени В. И. Сурикова. Большую роль в становлении художника сыграл находившийся недалеко от училища Красноярский государственный художественный музей им. В. И. Сурикова с собранием произведений живописи русского искусства XIX—XX веков, — много времени было проведено за отработкой техники художественного письма. В 1965 году по окончании училища Алексей Кузьмич был призван в ряды Советской Армии, в ракетные войска стратегического назначения в Красноярском крае. По долгу службы также занимался выполнением художественно-оформительских работ. Получил в армии 1-й разряд по вольной борьбе и 2-й разряд по гиревому спорту.
В 1968 году Алексей Кузьмич приехал в Минск с намерением поступить в Белорусский государственный театрально-художественный институт. Но, опоздав к моменту подачи документов, устроился работать на Минский подшипниковый завод. Показал свои рисунки преподавателю изостудии во Дворце Культуры минского Тракторного завода Анатолию Барановскому, который оценил дарование Алексея Кузьмича. После года занятий с ним, Кузьмич поступил в Белорусский государственный театрально-художественный институт. Его преподавателями были белорусские художники: Борис Аракчеев, Натан Воронов, Пётр Крохолёв. По окончании института в 1975 году, выпускнику предложили остаться преподавать. Получив опыт преподавания, Алексей Кузьмич ушёл из института и полностью занялся творчеством.
С 1975 года являлся полузапретным художником. Не имел возможности проводить свои выставки практически до распада СССР. Лишь в 1989 в Минске на ВДНХ состоялась первая персональная выставка Кузьмича, на которой была представлена серия работ с Мадоннами, ставшие впоследствии визитной карточкой художника. Выставку посетило более 30000 человек.
Скончался 31 октября 2013 года в Минске.

### Семья
Был дважды женат. Супруга во втором браке — Инесса Филипповна;
Дочь — Инесса;
Сын — Алексей Кузьмич-младший (род. 1988), художник, дизайнер, арт-акционист, известен дерзкими скандальными акциями критической направленности.

## Творчество
Первые творческие опыты Алексея Кузьмича характеризуются приверженностью к портрету, тематической картине. Он писал окружающий мир, людей: «У окна» (1974), «Воскресный день» (1976), «Девушка и цветы» (1976), «В мастерской художника» (1977). Далее художник переключился в своей живописи на проблемы более философского плана — о смысле присутствия человека на Земле, о нравственном долге, о предназначении женщины-матери (Мадонны), о духовной роли славянских народов в эволюции всего человечества. Размышлял о проблемах духовного совершенствования человека, о борьбе добра и зла.
Главной героиней живописи Алексея Кузьмича всегда была Женщина, через образ который он изображал идеалы добра, чистоты и красоты. Сам художник характеризовал своё кредо следующим девизом: «Кто любит женщину, кто любит мир, кто пишет женщину, тому помогает Бог». В стилистике произведений на тему Мадонны стала проступать некоторая иконная образность, имеющая значительное художественное воздействие. Художником было создано всего более 700 «мадонн». Серии «В раю» (1983—84), «Мадонна с падшим ангелом» (1984—86), «Серебряные Мадонны» (1986—1996), «Сошедшая с небес» (1988—96), «Полесские Мадонны» (1995—96), «Государственные Мадонны», «Страдания Руси в XX веке» (обе 1997—98) и др.
- Галерея Мадонн
- «Три мадонны», 1987 год, холст, масло, 130 х 100 см
- Плач Евфросиньи Полоцкой, 1992 год.
- «Наши спасительницы», 1996 год. Холст. масло, 129 х 121.5 см
- «Святая Русь. Горящая Русь», 1991 год. Холст, масло, 190 х 95 см
- «Вселенская скорбь», 1993 год. Холст, масло, 100 х 90 см
- «Тонущая Россия», 2000 год. Посвящается памяти моряков затонувшего атомохода «Курск»
- «Ева» из серии «Золотые мадонны», 2005 год. Холст, масло, 66 х 69.5 см
- «Мадонна с близнецами» из серии «Жертвенность славянских мадонн», 1996-97 г. Холст, масло
- Мадонна из серии «В немой гармонии печали», 2001 год, 74.5 х 94 см
- «Мадонна», 1999. Холст, масло.

Также кисти Алексея Кузьмича принадлежит ряд портретов известных деятелей белорусской и российской культур. В 1980 году он написал портрет белорусской актрисы, народной артистки СССР Стефании Станюты, в 1983 году — портреты народных артистов СССР Галины Макаровой и Здислава Стомы, в 1988—89 годах — портреты скульптора, лауреата Ленинской премии СССР В. Занковича, кинорежиссёра Михаила Пташука.
В своих картинах Алексей Кузьмич размышлял также о белорусской идентичности: «Памяти Гусовского» (1981), «Живи и помни» (1985), «Противостояние» (1985), «Посвящается Чернобылю» (1988—89), «Жертвоприношение» (1989).
- Галерея артистических портретов
- Заслуженный артист БССР Фома Воронецкий, актёр Купаловского театра. 1976 год, холст, масло, 110 х 88 см.
- Народная артистка РСФСР Лариса Лужина, 1988 год, холст, масло, 120 х 107 см.
- Кинорежиссёр Виктор Туров, народный артист СССР, 1989, холст, масло, 170,5 х 134,5 см
- Народный артист СССР Николай Ерёменко-старший, 1996 год, холст, масло, 120 х 100 см.
- Белорусский театральный режиссёр, народный артист Беларуси Борис Луценко, 2001 год, 129 х 100 см.
- Народная артистка БССР Мария Захаревич, 2001 год, холст, масло, 98 х 90 см

## Память
1 июня 2014 года на родине Алексея Кузьмича, в деревне Мохро открылась именная художественная галерея художника, являющаяся филиалом государственного музейного комплекса Наполеона Орды.
В конце 2015 года сыном художника Алексеем Кузьмичом-младшим в издательстве «Мастацкая лiтаратура» издана монография «Алексей Кузьмич. Творец возвышенных Мадонн», презентация которой прошла в Национальном художественном музее Республики Беларусь.
Имя художника Алексея Кузьмича занесено в книгу рекордов и достижений «Диво» как мастера, создавшего самую большую коллекцию полотен с образом Мадонны, женщины-матери (700 работ за 30 лет творчества).
Именем художника названа галактика в Звездообразовании М82, о чем свидетельствует соответствующий сертификат. Галактика расположена в 12 миллионов световых лет от Земли 